# Alireza Dżahanbachsz
Alireza Dżahanbachsz Dżirande, (pers. علیرضا جهانبخش جیرنده, ur. 11 sierpnia 1993 w Dżirande) – irański piłkarz, grający na pozycji pomocnika. Od 2021 zawodnik Feyenoordu

## Kariera klubowa
Zanim Dżahanbachsz przeniósł się do Europy, do holenderskiego klubu NEC Nijmegen, występował w rodzinnym kraju, w zespole Damasz Gilan. Od 2015 gra w AZ Alkmaar.

## Kariera reprezentacyjna
W reprezentacji Iranu zadebiutował 15 października 2013 roku w meczu kwalifikacji Pucharu Azji przeciwko Tajlandii. Na boisku pojawił się w 79 minucie.